# Aulus Didius Gallus
Aulus Didius Gallus  was een Romeins staatsman en generaal, die van 52 tot 57 n.Chr. gouverneur van Britannia was.

## Carrière
De carrière van Aulus Didius Gallus tot het jaar 51 n.Chr. kan gedeeltelijk worden gereconstrueerd aan de hand van een inscriptie, die in Olympia is gevonden. Onder Tiberius was hij waarschijnlijk in 19 n.Chr. quaestor. Hij diende als een legaat van de proconsul van de provincie Asia, als prefect van de cavalerie, en als proconsul van Sicilia, hoewel de jaren waarin hij in deze functies actief was niet precies bekend zijn. Hij was van 38 tot 49 n.Chr. curator Aquarum (inspecteur van aquaducten), in 39 n.Chr. consul en lid van de XVviri. Hij ontving als keizerlijk legaat onder Claudius I de bij een triomftocht horende regalia, waarschijnlijk in het Bosporuskoninkrijk: Tacitus tekent op dat hij troepen aanvoerde die in 49 n.Chr. werden teruggetrokken. Hierna lijkt hij in een andere proconsul-ambt te zijn benoemd, mogelijk in Asia of Africa.
Zijn latere carrière wordt beschreven door Tacitus. In 52 n.Chr. werd hij na de dood van zijn voorganger Publius Ostorius Scapula gouverneur van Romeins Britannia. Op dat moment was de situatie in Britannia verslechtert als gevolg van een reeks van opstanden. Het zuidoosten bleef stevig in Romeinse handen, maar ondanks de nederlaag van Caratacus in het voorafgaande jaar, bleven de stammen in van nu het huidige Wales is, met name de Siluren volhouden. Venutius' eerste opstand tegen koningin Cartimandua van de Briganten vond tijdens Didius' gouverneurschap plaats. Hij zond troepen die onder bevel stonden van Caesius Nasica naar het noorden om haar te helpen deze opstand neer te slaan.
Tijdens zijn bewind, dat tot 57 n.Chr. duurde, stonden Didius' handelingen meer in het teken van het neerslaan van de opstanden dan in het vergroten het rijk. Hoewel door Tacitus bekritiseerd als reactief en defensief, handelde hij waarschijnlijk in opdracht van keizer Claudius, die de voordelen van verdere verovering in moeilijk terrein niet groot genoeg achtte om de risico's te rechtvaardigen. In plaats daarvan liet Didius aan de toenmalige grenzen, zoals bijvoorbeeld bij Usk, wegen en forten bouwen om de barbaren bevatten. Na vijf jaar op de post, twee jaar onder Claudius en drie jaar onder Nero, werd Didius vervangen door Quintus Veranius Nepos.
Quintilianus vertelt ons dat Didius na enkele jaren campagne te hebben gevoerd voor een provinciaal gouverneurschap ontevreden was over de provincie die hem werd aangeboden, maar of deze ontevredenheid naar Sicilia of Britannia verwijst, is niet bekend. De redenaar Domitius Afer gaf hem een sarcastisch advies om aan zijn land te denken. De volgende gouverneur van Britannia, Quintus Veranius, zegt op zijn grafsteen dat hij het ambt heeft aanvaard, "hoewel hij er niet naar gezocht had". Dit is wel geïnterpreteerd als een kritiek op Didius.